# Symeon (prawosławny patriarcha Antiochii)
Symeon – chalcedoński patriarcha Antiochii w latach 834–840.